# Joachimów
Joachimów – wieś w Polsce położona w województwie mazowieckim, w powiecie siedleckim, w gminie Siedlce. Ma status sołectwa. Leży 10 km od Siedlec.
Wierni Kościoła rzymskokatolickiego należą do parafii Ducha Świętego w Siedlcach.
W latach 1975–1998 miejscowość administracyjnie należała do województwa siedleckiego.